# Alberto Aquilani
Alberto Aquilani (Rome, 7 juli 1984) is een voormalig Italiaans betaald voetballer die op het middenveld speelt. Hij tekende in augustus 2017 een contract tot medio 2019 bij UD Las Palmas, dat hem transfervrij inlijfde. Aquilani debuteerde in november 2006 in het Italiaans voetbalelftal.

## Carrière
Aquilani komt voort uit de jeugdopleiding van AS Roma. Daarvoor debuteerde hij op 10 mei 2003 op achttienjarige leeftijd tegen Torino FC in het eerste elftal. Zijn inbreng in het seizoen 2002/03 bleef beperkt tot deze wedstrijd. In het seizoen 2003/04 speelde Aquilani op huurbasis voor US Triestina in de Serie B, waarna Roma hem voor het volgende jaar terughaalde. Vanaf het seizoen 2004/05 speelde hij regeldmatig in de hoofdmacht van Roma.
Aquilani verruilde AS Roma in augustus 2009 voor Liverpool, waar toenmalig manager Rafael Benitez de vervanger voor de naar Real Madrid CF vertrokken Xabi Alonso in hem zag. Aquilani was op dat moment geblesseerd, waardoor hij een stroeve start had bij Liverpool. Mede dankzij deze stroeve start en de komst van Christian Poulsen naar Liverpool werd Aquilani gedurende het seizoen 2010/11 verhuurd aan Juventus. In het seizoen 2011/12 werd hij door Liverpool FC alweer uitgeleend, zij het dit keer aan AC Milan voor 1 seizoen, met optie tot koop. Op 3 augustus 2012 verkocht Liverpool Aquilani voor twee miljoen euro aan het ACF Fiorentina. Aquilani tekende in augustus 2015 vervolgens een contract tot medio 2018 bij Sporting Lissabon, dat hem transfervrij overnam van Fiorentina.

## Clubstatistieken
| Seizoen | Club              | Competitie       | Duels | Goals |
| ------- | ----------------- | ---------------- | ----- | ----- |
| 2001/02 | AS Roma           | Serie A          | 0     | 0     |
| 2002/03 | AS Roma           | Serie A          | 1     | 0     |
| 2003/04 | → US Triestina    | Serie B          | 41    | 4     |
| 2004/05 | AS Roma           | Serie A          | 29    | 0     |
| 2005/06 | AS Roma           | Serie A          | 24    | 3     |
| 2006/07 | AS Roma           | Serie A          | 13    | 1     |
| 2007/08 | AS Roma           | Serie A          | 21    | 3     |
| 2008/09 | AS Roma           | Serie A          | 14    | 2     |
| 2009/10 | Liverpool         | Premier League   | 18    | 1     |
| 2010/11 | → Juventus        | Serie A          | 33    | 2     |
| 2011/12 | → AC Milan        | Serie A          | 23    | 1     |
| 2012/13 | Fiorentina        | Serie A          | 25    | 7     |
| 2013/14 | Fiorentina        | Serie A          | 31    | 6     |
| 2014/15 | Fiorentina        | Serie A          | 25    | 0     |
| 2015/16 | Sporting Lissabon | Primeira Liga    | 19    | 3     |
| 2016/17 | Pescara           | Serie A          | 9     | 1     |
| 2016/17 | → US Sassuolo     | Serie A          | 16    | 0     |
| 2017/18 | UD Las Palmas     | Primera División | 16    | 0     |
| Totaal  | Totaal            | Totaal           | 358   | 34    |